# Shayne Whittington
Shayne Mitchell Whittington, conosciuto anche con il nome macedone Shejn Vitington (Paw Paw, 27 marzo 1991), è un ex cestista e allenatore di pallacanestro statunitense naturalizzato macedone.

## Palmarès
- Liga catalana: 1

Andorra: 2018